# 曼塞尔凯丘陵
曼塞尔凯丘陵（芬蘭語：Maanselkä，意为陆地山脊）是芬兰东北部一条长750公里、宽约75公里的山脉。它沿着芬兰与俄罗斯的边界延伸，俄方一側北部是摩尔曼斯克州，南部是卡累利阿共和国。曼塞尔凯丘陵是芬兰北方针叶林与俄罗斯卡累利阿北部北极苔原之间重要的自然边界。烏爾霍·吉科寧國家公園坐落於曼塞尔凯丘陵。